# Xtro
Pour plus de détails, voir Fiche technique et Distribution.
Xtro est un film britannique réalisé par Harry Bromley Davenport, sorti en 1982.

## Synopsis
Sam Philip passe un après-midi avec son fils Tony quand tout à coup une étrange lumière apparaît dans le ciel : c'est un vaisseau spatial qui va enlever Sam mais pas Tony. Trois ans plus tard, Sam est de retour sous l'apparence d'une créature extra-terrestre hideuse. Pour reprendre son apparence humaine, il viole une femme qui engendrera un double de l'apparence de Sam avant son enlèvement. À présent sur terre sous forme humaine mais doté de pouvoirs surnaturels, il cherche à repartir de la terre avec son fils Tony auquel il transmet des pouvoirs surnaturels. Ce dernier va alors exercer un épouvantable carnage dans l'immeuble où il habite.

## Fiche technique
- Titre : Xtro
- Réalisation : Harry Bromley Davenport
- Scénario : Ian Cassie & Robert Smith
- Musique : Harry Bromley Davenport
- Photographie : John Metcalfe
- Montage : Nicolas Gaster
- Production : Mark Forstater
- Société de production : Amalgamated Film Enterprises
- Société de distribution : New Line Cinema
- Pays :  Royaume-Uni
- Langue : Anglais
- Format : Couleur - Mono - 35 mm - 1.66:1
- Genre : Horreur, Science-fiction
- Durée : 80 min

## Distribution
- Philip Sayer : Sam Phillips
- Bernice Stegers (VF : Jeanine Forney) : Rachel Philips
- Simon Nash : Tony Phillips
- Danny Brainin : Joe Daniels
- Maryam d'Abo : Analise Mercier
- David Cardy : Michael
- Anna Wing : Mme Goodman
- Peter Mandell : le clown

## Anecdotes
- Ce film a été produit par Robert Shaye, le producteur de la saga Freddy et de la trilogie du Seigneur des anneaux.
- Le projet du film fut conçu à une époque où l'industrie cinématographique anglaise était moribonde. Le réalisateur se tourna alors vers la jeune société de production américaine New Line pour trouver un financement. New Line, qui voulait alors s'orienter nettement vers le genre cinéma d'horreur, exigea de nombreuses réécritures d'un scénario qui, à l'origine, était plus dans le genre de la science-fiction. Finalement, New Line accepta de financer le projet lorsque le scénario prit très nettement l'allure d'un film d'horreur. New Line n'accorda cependant qu'une somme modeste, et le film souffrit d'un manque de moyens[1].
- L'actrice Maryam d'Abo, qui a incarné une James Bond girl, tient son premier rôle dans ce film.
- Le slogan de l'affiche est : "Certains extra-terrestres ne sont pas nos amis".

## Sortie
- Le film est sorti en DVD français en 2009, avec le magazine Mad Movies.

## Accueil et critiques
- Le film Xtro a obtenu le grand prix du festival du film fantastique de Paris en 1983.

## Suites
- Xtro 2 : Activité extra-terrestres, film d'horreur canadien (1990)
- Xtro 3, film d'horreur américain (1995)